# Calvin Goldspink
Calvin Goldspink (né le 24 janvier 1989 à Great Yarmouth en Angleterre) est un comédien et chanteur anglais, ancien enfant star. Il a commencé sa carrière au sein du groupe de Pop préfabriqué, S Club Juniors (qui deviendra S Club 8 après la séparation des S Club 7). Après sa naissance, ses parents déménagèrent pour Aberdeen en Écosse. Trois années durant, Calvin remporta le prix décerné par les lecteurs de Popjustice dans la catégorie Most Inappropriately Fanciable Popstar. Il fit ses études à la Cults Academy d'Aberdeen. D'après son site Internet officiel, il mesurerait approximativement 1,82 m.

## Carrière

### Chanson
À l'âge de 12 ans, il auditionna dans le but de se produire sur scène avec le groupe à succès S Club 7. Choisi parmi 12 000 candidats en direct sur la BBC, lui et les autres sélectionnés forment un groupe qui devait à l'origine ne faire qu'un unique tour de scène lors des premières parties du Carnavl Tour des S Club 7. Mais après l'incroyable engouement du public, le groupe S Club Juniors fut formé et connu un succès instantané avec son premier single One Step Closer qui se classa #2 des ventes au Royaume-Uni.
Il fut donc l'un des huit membres de ce groupe de Pop monté par 19 Management, le label de Simon Fuller et le label Polydor, une sous-division d'Universal. En tant que membre des S Club Juniors, il cumule 4 singles classés dans le top10 au Royaume-Uni et un album certifié disque de platine, Together, qui s'est lui classé 5e. En 2003, il participe à la tournée S Club United Tour, qui se produira à guichets fermés à travers le Royaume-Uni et l'Irlande. À la fin de cette même année, le groupe remporte le prix de Best Newcomer (Révélation de l'Année) lors des Disney Channel Kids Awards.
Après deux ans passés dans l'industrie du disque, et à la suite de la séparation du groupe S Club 7, S Club Juniors est rebaptisé S Club 8 et sort un nouvel album, Sundown, duquel seront extraits trois singles qui se classeront dans le top20 au Royaume-Uni, mais les ventes de l'album sont en deçà du précédent.
En 2004, le groupe passa trois mois à Barcelone en Espagne pour le tournage de la série pour adolescents de la BBC, D.R.E.A.M. (I Dream) qui raconte les aventures d'un groupe de jeunes qui intègrent une école du spectacle. Chacun y interprète son propre rôle aux côtés de Christopher Lloyd. Calvin dit même : "C'était une incroyable expérience de jouer dans une série avec une de mes idoles ; Retour vers le futur est un de mes films préférés". La série connu un certain succès est fut vendues dans plusieurs pays d'Europe, comme en France où la série fut diffusée dans KD2A sur France 2, et en Australie. Un album, Welcome to Avalon Heights accompagna la diffusion de la série, duquel un single fut extrait. Au Royaume-Uni, ce fut le single Dreaming, un duo entre Clavin et Frankie, tandis qu'en France ce fut Say t's Alright. Ce furent leurs derniers singles.
Calvin a débuté l'enregistrement de son premier album à Los Angeles durant l'hiver 2007, après le tournage de la série Life Is Wild.

## Télévision
En janvier 2007, il déménage pour Los Angeles après avoir été repéré par une femme qui est maintenant son manager, lors d'un camp d'entraînement de chant. Il fut retenu pour le rôle d'Oliver Banks dans la série de la chaîne américaine CW, Life Is Wild, après que son manager lui conseille de se présenter aux auditions pour le pilote de la série pendant qu'il avait un peu de temps entre ses séances d'enregistrement pour son premier album solo. Cette audition était en fait sa première audition.
Calvin interprète le rôle du jumeau Oliver Banks, dans le pilote américain de l'adaptation d'une série anglaise qui s'appelait Wild at Heart, rebaptisée Life Is Wild pour le compte de la CW Television Network. Le tournage de l'épisode pilote a eu lieu en Afrique du Sud à la fin février 2007. La série a commencé sa diffusion le dimanche à 8h du soir durant l'automne 2007 aux États-Unis.

### Filmographie
| Année | Titre                                                       | Type            | Diffuseur                                 | Rôle            |
| 2004  | D.R.E.A.M. (I Dream en VO)                                  | Série télévisée | BBC One au Royaume-Uni France 2 en France | Lui-même        |
| 2007  | Life Is Wild                                                | Série télévisée | The CW aux États-Unis                     | Oliver Banks    |
| 2011  | Kate et William : Quand tout a commencé... (William & Kate) | Téléfilm        |                                           | James Middleton |

## Récompenses
- 2003 : Disney Channel Kids Awards - Best Newcomer (Révélation de l'année)